# Stadio Comunale (Chiavari)
Das Stadio Comunale (deutsch Städtisches Stadion) ist ein Fußballstadion in der italienischen Stadt Chiavari. Es bietet Platz für 4.154 Zuschauer und dient dem Verein Virtus Entella als Heimstätte.

## Geschichte
Das Stadio Comunale in Chiavari, einer Stadt mit heutzutage ungefähr 28.000 Einwohnern und gelegen in der norditalienischen Metropolitanstadt Genua in Ligurien, wurde in den Jahren 1932 und 1933 erbaut und in letztgenanntem Jahr eröffnet. Das im Besitz der Stadt Chiavari befindliche Stadion dient seit seiner Eröffnung dem Fußballverein Virtus Entella als Austragungsort für Heimspiele. Des Weiteren nutzt auch der kleinere Stadtklub Chiavari Caperana die Spielstätte als Heimstadion. Während Chiavari Caperana nicht auf nennenswerte überregionale Erfolge verweisen kann, gelang Virtus Entella in den letzten Jahren ein starker Aufschwung. Nachdem man jahrzehntelang in unteren Spielklassen des italienischen Fußballs verbracht hatte, gelang 2012 der Sprung zurück in die dritthöchste Liga, die damalige Lega Pro Prima Divisione. Dort etablierte sich Virtus Entella schnell im oberen Drittel und schaffte schließlich zwei Jahre später erstmals in der Vereinsgeschichte den Sprung in die Serie B. In der Saison 2014/15 werden demnach erstmals Zweitligaspiele im Stadio Comunale von Chiavari ausgetragen. Das erste Heimspiel in der Serie B im Stadio Comunale fand am 30. August 2014 gegen den FC Bari 1908 statt, der Gast aus dem Süden Italiens gewann das Match mit 2:0.
Seit seiner Eröffnung wurde das Stadio Comunale mehrfach renoviert. Nur zwei Jahre nach Fertigstellung der Spielstätte fanden 1935 die ersten Instandsetzungsarbeiten statt. Weitere solche folgten in den Jahren 2005, 2006, 2008, 2010, 2011 sowie 2013. Nach dem Aufstieg in die Serie B 2014 wurde die Kapazität der Spielstätte angehoben. Hatten zuvor gerade einmal 2.510 Zuschauer im Stadio Comunale Platz, so wurde das Fassungsvermögen auflagenbedingt auf nun 4.154 Zuschauerplätze erhöht.
Auch den Namen änderte das Stadion im Laufe der Jahre. Zum Zeitpunkt der Eröffnung trug es wie damals in Italien allgemein verbreitet den Namen Stadio Littorio. Nach dem Ende der faschistischen Diktatur unter Benito Mussolini wurde das Stadion vom im System verbreiteten Stadio Littorio in Stadio Comunale umbenannt. Diesen Namen trägt die Spielstätte noch heute.